# TuS Volmetal
Der TuS Volmetal 1887 e. V. ist ein deutscher Sportverein mit Sitz in der nordrhein-westfälischer Stadt Hagen. Die Männer-Handball Mannschaft spielt seit der Saison 2015/16 in der 3. Liga.

## Abteilungen

### Handball
Die erste Herren-Mannschaft schaffte zur Saison 2015/16 den Aufstieg in die 3. Liga. Hier wurde die Mannschaft in die Staffel West eingeteilt und belegte am Ende der Spielzeit mit 27:33 Punkten den elften Platz, dabei entschied die Tordifferenz über die Platzierung da die SG Ratingen 2011 und die HSG Varel-Friesland die gleiche Punktzahl hatten. In der nächsten Saison konnte man die Klasse über den 14. Platz mit 14:38 Punkten halten. Die Saison 2017/18 umfasste für die Staffel von Volmetal insgesamt drei Absteiger. Mit 19:41 Punkten auf Platz 12 schaffte man den Klassenerhalt. Die darauffolgende Saison schloss die Mannschaft mit der exakt gleichen Punktzahl ab und hatte auf den Abstiegsplatz drei Punkte mehr Vorsprung.
Bedingt durch die COVID-19-Pandemie wurde die Saison 2019/20 am 21. April 2020 abgebrochen. Zu diesem Zeitpunkt hatte die Mannschaft nach 22 Spielen 16:28 Punkte und stand auf dem 11. Platz. Die nächste Saison wurde regulär gestartet, für die Mannschaft aber nach zwei gespielten Partien bereits wieder unterbrochen. Anfang März ging es dann in einem geänderten optionalen Spielmodus weiter, an welchem die Mannschaft jedoch nicht teilnahm. Zur Saison 2021/22 trat die Mannschaft in der Staffel D an. Aus der 3. Liga stieg der Verein nach der Spielzeit 2021/2022 wieder ab.

### Weitere Abteilungen
Nebst der Handball-Abteilung gibt es im Sportangebot des Vereins auch noch Badminton, wo jedoch derzeit nur eine Hobby-Mannschaft existiert. Die Volleyball Herren-Mannschaft spielte in der Saison 2018/19 in der Bezirksliga.